# Мирза Мохаммад-Таки Нури Мазендерани
Мирза Мохаммад-Таки Нури Мазендерани (перс.  میرزا محمدتقی نوری مازندرانی‎), полное имя Мирза Мохаммад-Таки Нури Табраси Мазендерани (перс.  میرزا محمدتقی نوری طبرسی مازندرانی‎) — выдающийся иранский шиитский богослов XIX века, один из крупнейших учёных провинции Мазендеран. Он является автором многих сцен в жанре религиозной мистерии — театрализованного представления в память о «мученической» смерти Хусейна ибн Али, и считается одним из величайших учёных Каспийского региона.

## Семья
Мохаммад Таки Нури родился в семье Али Мохаммада Нури, который был великим ученым в области мусульманского права, прекрасно разбирался в основах Фикха и Шариата, увлекался философией, естественными и гуманитарными науками. Он был потомком одного из старейших родов в мире, возникших в эпоху Сасанидов в области Табаристан — династия Эспахбудан Абухтар, или Эсфахбудан Пирин.
Мирза Мохаммад-таки Нури Мазендерани — отец известного шиитского богослова, основоположника шиитского ренессанса Мирзы Мохдаса Нури и дедушка шиитского богослова периода Каджаров Шейха Фазуллы Нури.
Род Нури берет свое начало в Сасанидской Персии и насчитывает более полутора тысяч лет. Однако утверждалось также, что род Нури существовал ещё раньше, а родственником семьи был сам легендарный Ростам.
В числе своих родственников семья называла правителей империи Сасанидов Ануширвана-Адель, Фируза, Гилян-Шаха, Джамшида и т. д.
У самого Мохаммада-Таки было десять детей — четыре девочки и шесть мальчиков, многие из которых продолжили проповедническое дело отца.

## Биография
Вся биография Мохаммада-Таки описана в его книге, написанной его сыном Алламе Мохдасом Нури «Дар ас-Салам» (перс. دارالسلام):
```
«Он появился на свет 26 июля 1787 года. В отличие от своего отца и других родственников, он не проявлял интерес к канцелярской работе и судебной деятельности, однако его интересовали наук и искусство. Завершив образование в Нуре, Мазендеран, Мохаммад-Таки переехал в Исфахан. Несколько лет он служил при Молле Али Нури и Хадж-Мохаммаде Ибрахиме Карбаси, параллельно изучая гуманитарные науки. После этого он совершил паломничество в Ирак по святым местам и остался там на некоторое время. Свои знания богословия он довел до совершенства, обучаясь у Сейеда Али Кербелаи и его сына Сейеда Мохаммада Моджахеда.
```

После завершения образования Мохаммад-Таки вернулся на родину и начал проповедническую и педагогическую деятельность. Он обучил более трехсот студентов, используя методы анализа и дискуссии. Он всегда умел задавать меткие наводящие вопросы, чтобы человек мог ответить, самостоятельно осознав новую вдруг ставшей ясной истину.
Мохаммад-Таки имел исключительный талант к персидскому языку, он очень красиво и литературно разговаривал на нем, уважая и ценя собственную культуру и национальную идентичность».
После десятилетий обучения, преподавания и самосовершенствования Мохаммад-Таки вернулся в Мазендеран, в родной город Саадатабад (Нур). Он стал известен на всю провинцию как выдающийся шиитский богослов. Он активно занимался проповеднической деятельностью и продвижением шиитского ислама.
У Мохаммада-Таки была очень хорошая память, и он знал наизусть множество стихов персидской классической поэзии, а также коранических сур.
В период правления династии Каджаров Мохаммад Таки занимался толкованием снов. Известный писатель и литератор из г. Эсфахан Джалаледдин Хомайи писал, что к нему часто приходили Сейед Аль-Аракайн, Сейед Абуль Касим Дехкурди и Насреддин Шах Каджар. Учёный владел искусством анализа сновидений и прославился подобно Ибн Сирину.

## Сочинения (Тазия — религиозная мистерия, рукописи и религиозная поэзия)
Мирза Мохаммад Таки Нури Мазандарани был основателем жанра религиозной мистерии, сцены театрализованных представлений были подробно описаны в его книге «Маатам-Каде». Дословный перевод названия звучит как «Книга о тоске» — это произведение о событиях дня Ашура и о гибели Хусейна ибн Али. Преимущественное использование персидских и арабских литературных оборотов вместо турецких стало отличительной чертой данной книги.
В настоящий момент рукописи «Маатам-Каде» находятся в Национальном музее и библиотеке Малек в г. Тегеране, а также в организации «Астан Кутс Разави» в г. Машхаде.
Богослов скончался в марте 1846 года, его тело было захоронено на шиитском кладбище Вади ас-Салам в Надажфе, Ирак.